# Otakar Štáfl

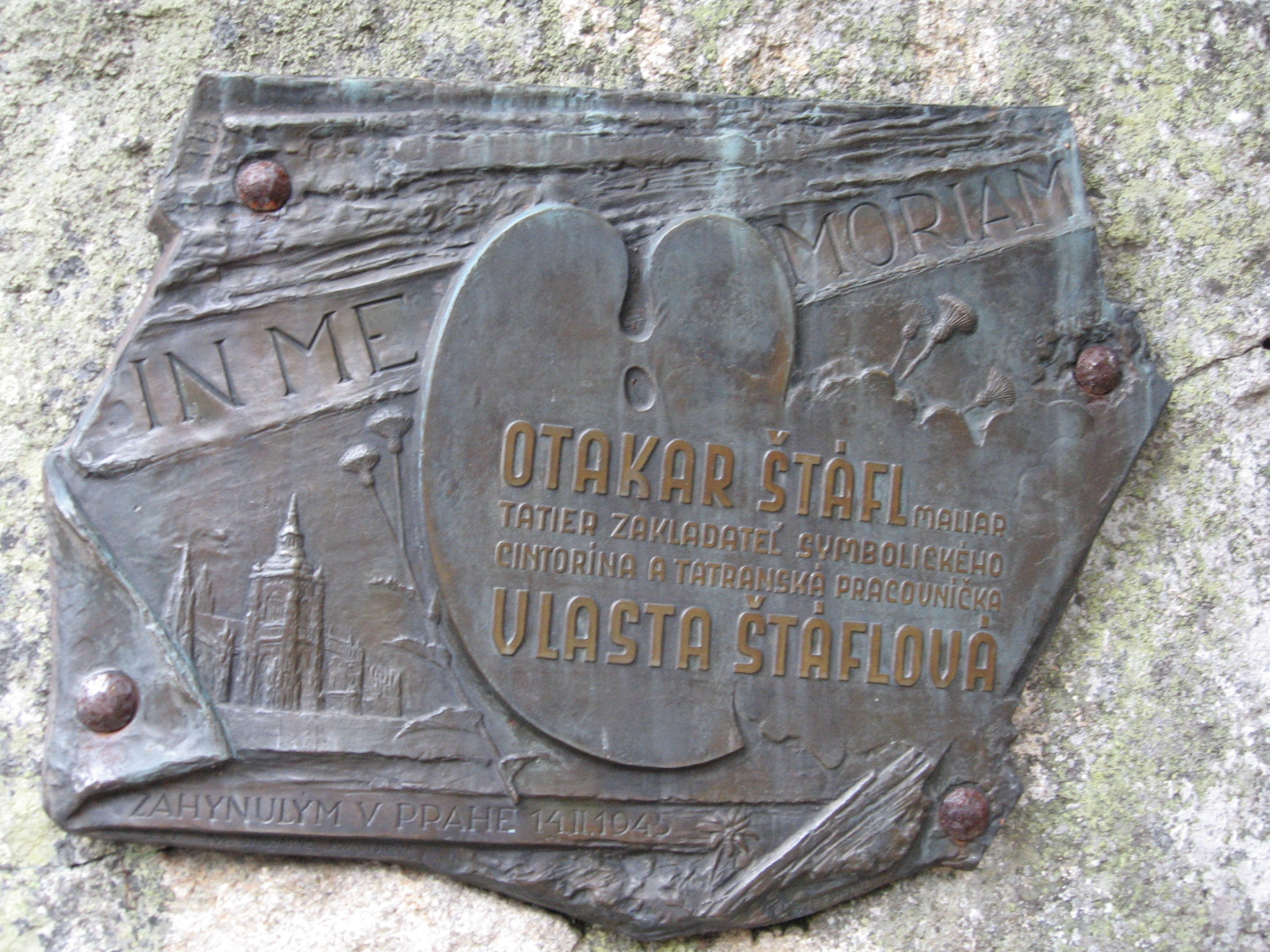
Tablica upamiętniająca małżeństwo Štáflów na Tatrzańskim Cmentarzu Symbolicznym pod Osterwą

Otakar Štáfl (ur. 30 grudnia 1884 w Havlíčkův Brodzie, zm. 14 lutego 1945 w Pradze) – czeski taternik, malarz i grafik, ilustrator, założyciel Tatrzańskiego Cmentarza Symbolicznego pod Osterwą i mąż taterniczki Vlasty Štáflovej.
Otakar Štáfl pierwszy raz pojawił się w Tatrach przed I wojną światową, po jej zakończeniu przyjeżdżał w Tatry co rok. W latach 1928–1939 był wraz z Václavem Fišką współdzierżawcą Schroniska Popradzkiego. Jego działalność malarska miała miejsce głównie w Tatrach, w 1928 roku wydana została teka z jego 120 akwarelami tatrzańskimi. Po rozpoczęciu II wojny światowej wyjechał z Tatr, 14 lutego 1945 roku zginął wraz ze swoją żoną Vlastą od wybuchu amerykańskiej bomby lotniczej.
W 1947 roku odsłonięto na cmentarzu pod Osterwą tablicę, która upamiętnia Otakara Štáfla i jego żonę. W jego rodzinnej miejscowości Havlíčkův Brod znajduje się izba pamiątkowa, która poświęcona jest jego osobie i jego twórczości malarskiej.